# Kado Point
Der Kado Point (japanisch 角岬 Kado-misaki, deutsch ‚Winkelspitze‘) ist eine Landspitze an der Prinz-Harald-Küste des ostantarktischen Königin-Maud-Lands. Sie liegt am Ostufer der Lützow-Holm-Bucht und markiert sowohl den westlichen Ausläufer der Hügelgruppe Skallen als auch die nördliche Begrenzung der Einfahrt zur Skallevika.
Luftaufnahmen und Vermessungen einer japanischen Antarktisexpedition (1957–1962) dienten ihrer Kartierung. Die deskriptive Benennung durch japanische Wissenschaftler erfolgte im Jahr 1972. Das Advisory Committee on Antarctic Names übertrug diese im Jahr 1975 in einer Teilübersetzung ins Englische.